# Braziliaanse dwergral
De Braziliaanse dwergral (Laterallus melanophaius) is een vogel uit de familie van de Rallen, koeten en waterhoentjes (Rallidae).

## Kenmerken
De Braziliaanse dwergral is een vrij kleine vogel met een lengte van circa 16 cm. De vogel heeft een donkergrijsbruin verenkleed en overwegend witte onderzijde en aan de flanken is de vogel bruin en zwart-wit gestreept. De vogel heeft een groenachtige snavel.

## Verspreiding en leefgebied
Deze soort komt wijdverspreid voor in Zuid-Amerika bij waterrijke gebieden en telt twee ondersoorten:
- L. m. oenops: zuidoostelijk Colombia, oostelijk Ecuador, oostelijk Peru en westelijk Brazilië.
- L. m. melanophaius: van noordoostelijk Venezuela tot Suriname, zuidelijk tot noordelijk Argentinië.